# Svetovno prvenstvo športnih dirkalnikov sezona 1985
Svetovno prvenstvo športnih dirkalnikov sezona 1985 je bila triintrideseta sezona Svetovnega prvenstva športnih dirkalnikov, ki je potekalo med 14. aprilom in 1. decembeom 1985. Naslov moštvenega prvaka sta osvojila Rothmans Porsche (C1)
in Spice Engineering (C2), dirkaškega pa Derek Bell in Hans-Joachim Stuck (C1) ter Gordon Spice in Ray Bellm (C2).

## Spored dirk
| Št | Ime                    | Dirkališče                   | Datum               |
| -- | ---------------------- | ---------------------------- | ------------------- |
| 1  | 1000 km Mugella        | Mugello Circuit              | 14. april           |
| 2  | 1000 km Monze†         | Autodromo Nazionale Monza    | 28. april           |
| 3  | 1000 km Silverstona    | Silverstone Circuit          | 12. maj             |
| 4  | 24 ur Le Mansa         | Circuit de la Sarthe         | 15. junij 16. junij |
| 5  | 1000 km Hockenheima    | Hockenheimring               | 14. julij           |
| 6  | 1000 km Mosporta       | Mosport                      | 11. avgust          |
| 7  | 1000 km Spaja          | Circuit de Spa-Francorchamps | 1. september        |
| 8  | 1000 km Brands Hatcha† | Brands Hatch                 | 22. september       |
| 9  | 1000 km Fujija         | Fuji Speedway                | 6. oktober          |
| 10 | 800 km Selangorja†     | Shah Alam                    | 1. december         |

- † - Ni štela za moštveno prvenstvo.

## Rezultati

### Po dirkah
| Št | Dirkališče        | Zmag. moštvo C1                                  | Zmag. moštvo C2                          | Poročilo |
| Št | Dirkališče        | Zmag. dirkača(-i) C1                             | Zmag. dirkača(-i) C2                     | Poročilo |
| -- | ----------------- | ------------------------------------------------ | ---------------------------------------- | -------- |
| 1  | Mugello           | Rothmans Porsche                                 | Spice Engineering                        | Poročilo |
| 1  | Mugello           | Jacky Ickx Jochen Mass                           | Gordon Spice Ray Bellm                   | Poročilo |
| 2  | Monza             | Porsche Kremer Racing                            | Spice Engineering                        | Poročilo |
| 2  | Monza             | Manfred Winkelhock Marc Surer                    | Gordon Spice Ray Bellm                   | Poročilo |
| 3  | Silverstone       | Rothmans Porsche                                 | Ecurie Ecosse                            | Poročilo |
| 3  | Silverstone       | Jacky Ickx Jochen Mass                           | Ray Mallock Mike Wilds                   | Poročilo |
| 4  | La Sarthe         | Joest Racing                                     | Spice Engineering                        | Poročilo |
| 4  | La Sarthe         | Klaus Ludwig Louis Krages Paolo Barilla          | Gordon Spice Ray Bellm Mark Galvin       | Poročilo |
| 5  | Hockenheimring    | Rothmans Porsche                                 | Ecurie Ecosse                            | Poročilo |
| 5  | Hockenheimring    | Derek Bell Hans Joachim Stuck                    | Ray Mallock David Leslie Mike Wilds      | Poročilo |
| 6  | Mosport           | Rothmans Porsche                                 | Spice Engineering                        | Poročilo |
| 6  | Mosport           | Derek Bell Hans Joachim Stuck                    | Gordon Spice Ray Bellm                   | Poročilo |
| 7  | Spa-Francorchamps | Martini Racing                                   | Spice Engineering                        | Poročilo |
| 7  | Spa-Francorchamps | Bob Wollek Mauro Baldi                           | Gordon Spice Ray Bellm                   | Poročilo |
| 8  | Brands Hatch      | Rothmans Porsche                                 | Ecurie Ecosse                            | Poročilo |
| 8  | Brands Hatch      | Derek Bell Hans-Joachim Stuck                    | Ray Mallock Mike Wilds                   | Poročilo |
| 9  | Fuji              | Hoshino Racing                                   | Auto Beaurex Motorsport                  | Poročilo |
| 9  | Fuji              | Kazuyoshi Hoshini Akira Hagiwara Keiji Matsumoto | Kazuo Mogi Toshio Motohashi              | Poročilo |
| 10 | Shah Alam         | Rothmans Porsche                                 | ADA Engineering                          | Poročilo |
| 10 | Shah Alam         | Jacky Ickx Jochen Mass                           | Richard Piper Ian Harrower Evan Clements | Poročilo |

### Moštveno prvenstvo
Točkovanje po sistemu 20-15-12-10-8-6-4-3-2-1, točke dobi le najbolje uvrščeni dirkalnik posameznega moštva.

#### Razred C1
| Poz | Moštvo                  | Šasija                        | Motor                                               | 1. | 3. | 4. | 5. | 6. | 7. | 9. | Skupaj |
| --- | ----------------------- | ----------------------------- | --------------------------------------------------- | -- | -- | -- | -- | -- | -- | -- | ------ |
| 1   | Rothmans Porsche        | Porsche 956B Porsche 962C     | Porsche 2.6L Turbo Flat-6                           | 20 | 20 | 12 | 20 | 20 | 15 |    | 107    |
| 2   | Martini Racing          | Lancia LC2                    | Ferrari 308C 3.0L Turbo V8                          | 10 | 12 | 6  | 10 |    | 20 |    | 58     |
| 3   | New-Man Joest Racing    | Porsche 956B                  | Porsche 2.6L Turbo Flat-6                           |    | 6  | 20 | 12 |    | 12 |    | 50     |
| 4   | Porsche Kremer Racing   | Porsche 956B Porsche 962C     | Porsche 2.6L Turbo Flat-6                           | 15 | 10 | 8  |    | 10 |    |    | 43     |
| 5   | Richard Lloyd Racing    | Porsche 956B Porsche 956B GTi | Porsche 2.6L Turbo Flat-6                           |    | 8  | 15 | 8  |    |    |    | 31     |
| 6   | Brun Motorsport         | Porsche 956B Porsche 962C     | Porsche 2.6L Turbo Flat-6                           | 12 | 1  |    | 15 |    |    |    | 28     |
| 7   | TWR Jaguar              | Jaguar XJR-6                  | Jaguar 6.2L V12                                     |    |    |    |    | 12 | 8  |    | 20     |
| 8   | Obermaier Racing        | Porsche 956B                  | Porsche 2.6L Turbo Flat-6                           | 6  | 4  | 3  | 4  |    | 3  |    | 20     |
| 9   | Spice Engineering       | Tiga GC84 Spice-Tiga GC85     | Ford Cosworth DFV 3.0L V8 Ford Cosworth DFL 3.3L V8 | 4  |    |    | 2  | 8  | 2  |    | 16     |
| 10  | John Fitzpatrick Racing | Porsche 956B                  | Porsche 2.6L Turbo Flat-6                           |    |    | 10 |    |    |    |    | 10     |

#### Razred C2
| Poz | Moštvo               | Šasija                        | Motor                                               | 1. | 3. | 4. | 5. | 6. | 7. | 9. | Skupaj |
| --- | -------------------- | ----------------------------- | --------------------------------------------------- | -- | -- | -- | -- | -- | -- | -- | ------ |
| 1   | Spice Engineering    | Tiga GC84 Spice-Tiga GC85     | Ford Cosworth DFV 3.0L V8 Ford Cosworth DFL 3.3L V8 | 20 | 15 | 20 | 15 | 20 | 20 |    | 110    |
| 2   | Ecurie Ecosse        | Ecosse C285                   | Ford Cosworth DFV 3.0L V8 Ford Cosworth DFL 3.3L V8 |    | 20 |    | 20 |    | 10 |    | 50     |
| 3   | Ark Racing           | Ceekar 83J                    | Ford Cosworth BDX 2.0L I4                           | 10 | 8  |    | 10 | 12 | 6  |    | 46     |
| 4   | Gebhardt Engineering | Gebhardt JC843 Gebhardt JC853 | BMW 3.5L I6 Ford Cosworth DFL 3.3L V8               |    | 10 |    |    | 15 | 15 |    | 40     |
| 5   | Jens Winther         | URD C83                       | BMW 3.5L I6                                         | 12 |    |    | 8  |    | 12 |    | 32     |
| 6   | Carma F.F.           | Alba AR2 Alba AR6             | Carma FF 1.9L Turbo I4                              | 15 | 4  |    | 12 |    |    |    | 31     |
| 7   | Roy Baker Promotions | Tiga GC284 Tiga GC285         | Ford BDT 1.7L Turbo I4                              | 8  |    | 10 |    |    | 2  |    | 20     |
| 8   | Mazdaspeed Co.       | Mazda 737C                    | Mazda 13B 1.3L 2-Rotor                              |    | 6  | 12 |    |    |    |    | 18     |
| 9   | ADA Engineering      | Gebhardt JC843                | Ford Cosworth DFL 3.3L V8                           |    |    | 15 |    |    |    |    | 15     |
| 10  | Bo Strandell         | Standell 85                   | Porsche 3.3L Turbo Flat-6                           |    | 12 |    |    |    |    |    | 12     |

### Dirkaško prvenstvo

#### Razred C1
| Poz | Dirkač             | Moštvo                                                         | 1  | 2   | 3  | 4  | 5  | 6  | 7  | 8  | 9 | 10 | Skupaj |
| --- | ------------------ | -------------------------------------------------------------- | -- | --- | -- | -- | -- | -- | -- | -- | - | -- | ------ |
| 1=  | Derek Bell         | Rothmans Porsche                                               |    | 15  | 15 | 12 | 20 | 20 | 15 | 20 |   |    | 117    |
| 1=  | Hans-Joachim Stuck | Rothmans Porsche                                               |    | 15  | 15 | 12 | 20 | 20 | 15 | 20 |   |    | 117    |
| 3=  | Jacky Ickx         | Rothmans Porsche                                               | 20 | 10  | 20 | 1  |    | 15 |    | 15 |   | 20 | 101    |
| 3=  | Jochen Mass        | Rothmans Porsche                                               | 20 | 10  | 20 | 1  |    | 15 |    | 15 |   | 20 | 101    |
| 5=  | Bob Wollek         | Martini Racing                                                 | 10 |     |    | 6  | 10 |    | 20 | 12 |   |    | 58     |
| 5=  | Klaus Ludwig       | Porsche Kremer Racing                                          | 8  | (2) | 6  | 20 | 12 |    | 12 |    |   |    | 58     |
| 7   | Paolo Barilla      | Joest Racing                                                   |    | 2   | 6  | 20 | 12 |    | 12 |    |   |    | 52     |
| 8   | Alessandro Nannini | Martini Racing                                                 |    | 12  | 12 | 6  |    |    | 10 | 10 |   |    | 50     |
| 9=  | Marc Surer         | Porsche Kremer Racing                                          | 15 | 20  | 20 |    |    |    |    |    |   |    | 45     |
| 9=  | Manfred Winkelhock | Porsche Kremer Racing                                          | 15 | 20  | 20 |    |    |    |    |    |   |    | 45     |
| 11  | Mike Thackwell     | Obermaier Racing Team Kremer Porsche Racing Kenwood TWR Jaguar | 6  |     |    | 2  |    | 12 | 8  |    |   | 15 | 43     |

#### Razred C2
| Poz | Dirkač          | Moštvo            | 1  | 2  | 3  | 4  | 5  | 6  | 7  | 8  | 9 | 10 | Skupaj |
| --- | --------------- | ----------------- | -- | -- | -- | -- | -- | -- | -- | -- | - | -- | ------ |
| 1=  | Gordon Spice    | Spice Engineering | 20 | 20 | 15 | 20 | 15 | 20 | 20 |    |   |    | 130    |
| 1=  | Ray Bellm       | Spice Engineering | 20 | 20 | 15 | 20 | 15 | 20 | 20 |    |   |    | 130    |
| 3=  | Ray Mallock     | Ecurie Ecosse     |    | 15 | 20 |    | 20 |    | 10 | 20 |   |    | 80     |
| 3=  | Mike Wilds      | Ecurie Ecosse     |    | 15 | 20 |    | 20 |    | 10 | 20 |   |    | 80     |
| 5   | Max Payne       | Ark Racing        | 10 | 6  | 8  |    | 10 | 12 | 6  |    |   | 10 | 62     |
| 6   | David Andrews   | Ark Racing        | 10 | 6  |    |    | 10 | 12 | 6  |    |   | 10 | 54     |
| 7=  | Martino Finotto | Carma FF          | 15 |    | 4  |    | 12 |    |    | 15 |   |    | 46     |
| 7=  | Carlo Facetti   | Carma FF          | 15 |    | 4  |    | 12 |    |    | 15 |   |    | 46     |